# Canton de Vallauris-Antibes-Ouest
Le canton de Vallauris-Antibes-Ouest est une ancienne division administrative française, située dans le département des Alpes-Maritimes et la région Provence-Alpes-Côte d'Azur.

## Composition
Le canton de Vallauris-Antibes-Ouest se composait d’une fraction de la commune d'Antibes et d'une autre commune. Il comptait 44 354 habitants (population municipale) au 1er janvier 2012.
| Nom                   | Code Insee | Intercommunalité    | Population (dernière pop. légale)                |
| --------------------- | ---------- | ------------------- | ------------------------------------------------ |
| Vallauris (chef-lieu) | 06155      | CA Sophia Antipolis | 26 302 (2014)                                    |
| Antibes               | 06004      | CA Sophia Antipolis | Fraction : 17 759 (2012) Commune : 75 731 (2014) |

## Histoire

### Conseillers généraux de l'ancien canton d'Antibes-Sud(1973 à 1985)
Le canton d'Antibes-Sud est créé en 1973 - (Décret du 16 août 1973), en dédoublant l'ancien canton d'Antibes.
| Période | Période | Identité         | Étiquette | Qualité                        |
| ------- | ------- | ---------------- | --------- | ------------------------------ |
| 1973    | 1979    | M. Paul Dérigon  | PCF       | Maire de Vallauris (1945-1977) |
| 1979    | 1985    | M. Pierre Donnet | DVD       | Maire de Vallauris (1977-1995) |

### Conseillers généraux du canton de Vallauris-Antibes-Ouest (1985 à 2015)
Le canton de Vallauris-Antibes-Ouest est créé en 1985 (division du canton d'Antibes-Nord qui disparaît, et du canton d'Antibes-Centre qui demeure. (décret du 31 janvier 1985).
| Période                                                                               | Identité                 | Parti | Qualité                                   |
| ------------------------------------------------------------------------------------- | ------------------------ | ----- | ----------------------------------------- |
| Pierre Donnet fut le premier conseiller général du canton de Vallauris-Antibes-Ouest. |                          |       |                                           |
| 1985-1992                                                                             | M. Pierre Donnet         | DVD   | Maire de Vallauris (1977-1995)            |
| 1992-1998                                                                             | M. Alain Gumiel          | UDF   | Agent immobilier à Vallauris              |
| 1998-2004                                                                             | M. Jean-Paul Bongiovanni | SE    | Comptable Maire de Vallauris (1995-2001)  |
| 2004-2015                                                                             | M. Alain Gumiel          | UMP   | Maire de Vallauris-Golfe-Juan (2001-2014) |

## Démographie
| 1990   | 1999   | 2006   | 2011   | 2012   |
| ------ | ------ | ------ | ------ | ------ |
| 32 090 | 35 996 | 46 876 | 44 901 | 44 354 |